# Yiliang, Zhaotong
Yiliang, tidigare stavat Iliang, är ett härad som lyder under Zhaotongs stad på prefekturnivå i Yunnan-provinsen i sydvästra Kina.